# Centaurea cheirolepidoides
Centaurea cheirolepidoides — вид рослин з роду волошка (Centaurea), з родини айстрових (Asteraceae).

## Опис рослини
Стебло не крилате. Базальні листки ланцетні, з ніжкою, ліроподібні або цільні, сіро повстяні. Квіткові голови циліндричні. Сім'янки 6 × 2 мм, лінійно-ланцетні, коричневі, коротші за папуси. Внутрішні папуси 1–1.5 мм, кремово-коричневі. Нижні стеблові листки ланцетні, з однією парою грубих зубців у нижній частині. Придатки до кластера філаріїв чорнувато-коричневі. Папуси білувато-жовті, зовнішні — 7–8 мм.

## Середовище проживання
Ендемік південно-західної Туреччини.